# Station Vrouwenparochie
Vrouwenparochie was een halte aan de voormalige spoorlijn Stiens - Harlingen. De halte van Vrouwenparochie was geopend van 2 december 1902 tot 1 december 1940. Het stationsgebouw uit 1901 is gesloopt in 2002.
Dit station is gebouwd naar Standaardtype NFLS, dat voornamelijk werd gebruikt voor verschillende spoorwegstations in Noord Friesland. Het station Vrouwenparochie viel binnen het type NFLS halte 3e klasse. In 2002 werd de laatste eigenaar in het station vermoord en is het leeg komen te staan. In 2002 is het (als hangplek dienstdoende) in brand geraakt waarop het wegens instortingsgevaar is gesloopt. Op de plaats waar het station vroeger stond zijn nog restanten van een perronwand te vinden.